# Vörös Viktor
Vörös Viktor (Szentes, 1987. január 27. –) magyar válogatott vízilabdázó, a Szolnoki Dózsa-KÖZGÉP játékosa.

## Pályafutása
1997-ben szülővárosában, Szentesen kezdett el vízilabdázni, majd három évvel később felkerült Budapestre, és nyolc éven keresztül az Újpesti TE játékosa volt, legjobb eredményét pedig bajnoki 5. helyezéssel érte el. 2006-ban tagja volt a nagyváradi junior Európa-bajnoki ezüstérmes, 2007-ben pedig a Long Beach-i junior világbajnok magyar válogatottnak. 2008-ban a Vasas centerjátékost keresett Kis Gábor (vízilabdázó) mellé, Földi László vezetőedző választása pedig Vörösre esett, később pedig eleget tett Kemény Dénes szövetségi kapitány felkérésének, és egész nyáron együtt edzett az augusztusban olimpiai bajnoki címet nyert válogatott kerettel.
A piros-kék angyalföldi alakulattal 2009-ben bajnoki címet és kupagyőzelmet, 2010-ben pedig bajnoki címvédést ünnepelt. A magyar válogatottban 2010. július 22-én, egy Siracusában zajló nemzetközi felkészülési tornán, Oroszország ellen ugrott a medencébe. A találkozót a két újoncot avató olimpiai címvédő nyerte 11–10-es arányban.
A 2009–10-es idényben csapatával lemaradt a kupadöntőről, a bajnoki címért folyó rájátszásban pedig alulmaradt a ZF-Egerrel szemben.
A 2011–12-es idény hozta el a legnagyobb sikereket: a Vasassal előbb bejutott a vízilabda Bajnokok Ligája négyes döntőjébe, majd visszahódította az Egertől a bajnoki címet. A sikeres év ellenére 2012 májusában elhagyta a bajnokcsapatot, és a 6. helyezett, egy hónappal korábban LEN-Európa-kupa-elődöntőt vívott Szolnoki Dózsához szerződött.

## Eredményei
Hazai
- Magyar bajnokság (OB I)
  - Bajnok (3): 2009, 2010, 2012 – TEVA-Vasas-UNIQA
  - Ezüstérmes (3): 2011, 2013, 2014
- Magyar kupa
  - Győztes (1): 2009 – TEVA-VasasPlaket
  - Ezüstérmes (1): 2008 – TEVA-VasasPlaket

Nemzetközi
- Junior világbajnok
  - aranyérmes: Long Beach, 2007
- Junior Európa-bajnokság
  - ezüstérmes: Nagyvárad, 2006